# Trevor Davis
Trevor Lee Davis (San Francisco, 4 luglio 1993) è un giocatore di football americano statunitense che milita nel ruolo di wide receiver per i Miami Dolphins della National Football League (NFL).

## Carriera

### Green Bay Packers
Davis fu scelto nel corso del quinto giro (163º assoluto) dai Green Bay Packers nel Draft NFL 2016. Quando fu chiesto al dirigente dei Packers Eliot Wolf riguardo alla sua velocità, questi rispose "Quella è una delle attrattive principali, sicuramente." Il 6 maggio 2016 firmò il contratto con la franchigia. Nella settimana 8 contro gli Atlanta Falcons, Davis ricevette il suo primo passaggio da 6 yard dal quarterback Aaron Rodgers. Più avanti, in quella stessa gara, ricevette il primo touchdown da 9 yard da Rodgers. Concluse la partita con 3 ricezioni per 24 yard, che furono le uniche di tutta la stagione.
Il 17 settembre 2017, nella sconfitta per 34–23 contro i Falcons nella settimana 2, Davis ricevette un passaggio da 9 yard, il suo primo dalla settimana 8 del 2016. Nella settimana 14 ritornò 5 palloni per 138 yard, incluso uno su punt da 65 yard da cui nacque la segnatura del pareggio che portò ai tempi supplementari contro i Cleveland Browns, nella vittoria finale per 27–21. Per questa prestazione fu premiato come giocatore degli special team della NFC della settimana.
L'11 settembre 2018, Davis fu inserito in lista infortunati per un problema al tendine del ginocchio. Tornò nel roster attivo il 15 novembre 2018 prima della gara della settimana 11. Tornò in lista infortunati il 1º dicembre 2018 per un altro infortunio al tendine del ginocchio nella settimana 12.

### Oakland Raiders
Il 18 settembre 2019, Davis fu scambiato con gli Oakland Raiders per una scelta del sesto giro del Draft NFL 2020.
Debuttò con la nuova maglia nella settimana 4 contro gli Indianapolis Colts correndo 2 volte per 74 yard, incluso un touchdown da 60 yard nella vittoria per 31-24.Il 2 dicembre 2019, Davis fu svincolato dai Raiders.

### Miami Dolphins
Il 3 dicembre 2019, Davis firmò con i Miami Dolphins.

## Palmarès
- Giocatore degli special team della NFC della settimana: 1

14ª del 2017